# Моточ
Моточ (рум. Motoci) — село у повіті Долж в Румунії. Входить до складу комуни Міскій.
Село розташоване на відстані 179 км на захід від Бухареста, 11 км на північ від Крайови.

## Населення
За даними перепису населення 2002 року у селі проживала 231 особа, усі — румуни. Усі жителі села рідною мовою назвали румунську.